# Bastiania acarayensis
Bastiania acarayensis is een rondwormensoort uit de familie van de Bastianiidae. De wetenschappelijke naam van de soort is voor het eerst geldig gepubliceerd in 1968 door Andrássy.